# Rhyniognatha hirsti
Rhyniognatha hirsti Tillyard, 1928 è il più antico insetto fossile conosciuto, i cui resti risalgono al Devoniano inferiore, circa 400 milioni di anni fa .

## Descrizione
L'unico reperto fossile disponibile di questa specie è conservato presso il Natural History Museum di Londra.

È rappresentato da un paio di mandibole e parti di altre strutture associate, rinvenute in un campione proveniente dalle rocce sedimentarie di Rhynie Chert. Questa specie possedeva delle mandibole bicondilari, peculiarità degli insetti alati, suggerendo che le ali si fossero già evolute in quel periodo.

## Tassonomia
Il campione fu raccolto nel 1919 dal Reverendo W. Cran, che lo inviò, assieme ad altri provenienti dallo stesso sito, a S. Hirst, S. Maulik e D.J. Scourfield, perché li studiassero. Nel 1926 Hirst e Maulik pubblicarono un articolo assegnando il reperto alla specie Rhyniella praecursor, un collembolo molto comune nei sedimenti di Rhynie Chert.

Il campione fu correttamente identificato come una specie differente nel 1928 dall'entomologo Robin J. Tillyard che la denominò Rhyniognatha hirsti.